# 锦江 (松花江)
锦江位于中华人民共和国吉林省抚松县南部漫江镇境内，是头道松花江右岸支流，发源于漫江镇西南长白山脉西麓，蜿蜒西北流至锦江村西南汇入头道松花江。河长56.4千米，河道比降10.8‰，总落差815米，流域面积492平方千米。年均径流量2.98亿立方米。上游右岸支流北锦江有长白山景区著名的景点－锦江大峡谷。大峡谷全长14千米，平均深80多米，最大谷深约150米，呈V形，是中国规模最大的火山岩峡谷地貌区之一。